# SCAND Scandinavian pattern
Lo Scandinavian Pattern o SCAND è un indice teleconnettivo descrittivo che monitora le differenze di pressione atmosferica nella regione della Penisola scandinava e le zone poste più a Ovest (Arcipelago Britannico) e a Est (Russia Orientale / Mongolia). L'indice SCAND è molto importante per determinare le vicende climatiche dell'Europa, specialmente durante la stagione invernale. Si verificano due possibile fasi: fase positiva e fase negativa.

## Fase positiva
Gradiente di pressione positivo, ovvero valori di alta pressione (anticiclone) sulla Penisola Scandinava e aree circostanti, bassa pressione sulle Isole Britanniche e sulla Russia Orientale.

### Estate
In Estate, alla fase positiva dell'Indice SCAND si associano temperature inferiori alla norma in Europa occidentale e in Russia centrale.
A causa del contrasto tra l'aria fredda proveniente dall'anticiclone scandinavo con le acque più calde del Mediterraneo si hanno precipitazioni superiori alla media in Europa centromeridionale e temperature elevate rispetto al periodo nei paesi scandinavi. Il pattern SCAND+ si manifesta raramente durante la stagione estiva (accadde ad esempio nel luglio 2014).

### Inverno
In Inverno, alle fasi di Spositiva dell'Indice SCAND corrispondono spesso sull'Est Europa e sul Mediterraneo centro orientale ondate fredde molto intense, a causa dell'estrazione di origine continentale della massa d'aria. Il richiamo di aria più mite dai quadranti meridionali, per effetto della depressione presente sull'Europa occidentale, ha come effetto lo scontro tra masse d'aria differenti, causando spesso copiose nevicate su buona parte dell'Italia e paesi limitrofi (Francia, penisola balcanica). Sull'Arcipelago Britannico e sulla Penisola Iberica si possono verificare invece temperature più miti a causa della risalita di masse di aria mite meridionale. Sui Paesi Scandinavi si hanno comunque temperature basse, almeno nelle zone pianeggianti a causa delle forti inversioni termiche, specialmente se è presente neve al suolo, che causa effetto albedo.

## Fase negativa
Gradiente di pressione negativo, ovvero bassi valori di pressione atmosferica sulla Penisola Scandinava e alti sulle zone poste ad Est e ad Ovest.
A questa fase dell'Indice SCAND, sia in Inverno che in Estate sono associate notevoli precipitazioni sui Paesi Scandinavi e minori precipitazioni sui Paesi Mediterranei. In queste condizioni le ondate fredde sull'Europa occidentale si verificano difficilmente.